# Tomislav Pavličić
Tomislav Pavličić (Vinkovci, 6 dicembre 1983) è un calciatore croato, centrocampista del Mladost Vođinci.

## Palmarès

### Club

#### Competizioni nazionali
- Campionato sloveno: 1

Maribor: 2010-2011